# 巴伐利亞的瑪麗亞·安娜·維多利亞
巴伐利亞的瑪麗亞·安娜·維多利亞（德語：Maria Anna Victoria von Bayern，1660年11月28日—1690年4月20日），法國太子妃，巴伐利亞選侯斐迪南·馬利亞的女兒。

## 家庭
1680年，瑪麗亞·安娜·維多利亞與法國的路易王太子結婚，兩人共有三個兒子：
1. 路易（1682年—1712年），路易十五的父親
2. 菲利普（1683年—1746年），1700年成為西班牙國王（稱費利佩五世）
3. 查理（1686年—1714年），貝里公爵